# Herminia Arrate
Herminia Arrate Ramírez (Santiago el 1 de julio de 1896-12 de marzo de 1941), fue una artista y pintora chilena.

## Biografía
Hija del coronel Miguel Arrate Larraín y Delia Ramírez Moliny, fue nieta del Coronel Eleuterio Ramírez, héroe de la Guerra del Pacífico. Estudió en la Escuela de Bellas Artes, en donde fue alumna de Fernando Álvarez de Sotomayor, Juan Francisco González y Pablo Burchard. En 1927 hizo un viaje de estudios por Europa, visitando los centros artísticos europeos, como Portugal, España, Francia, Alemania, Italia y Suiza, entre otros, los cuales aportaron una amplia visión de la estética contemporánea y la vanguardia de la época. En 1928, forma parte de los artistas presentes en el Salón Oficial del Museo Bellas Artes de dicho año, junto a Ana Cortés, Ximena Cristi, Maruja Pinedo, Augusto Barcia e Israel Roa, todos ellos recordados por proponer una visión vanguardista en la pintura, la que fue duramente criticada por los sectores más conservadores de las Bellas Artes.
La presencia de Herminia Arrate en la Historia del Arte en Chile es escasa, pues se dedicó a la pintura durante períodos interrumpidos (permaneció poco tiempo en el país, pues vivió en el extranjero desde 1929 luego casarse con el diplomático chileno Carlos Dávila), además no pintó muchos cuadros a lo largo de su trayectoria. Por ese motivo, no ha sido incluida en la Generación del Trece ni el Grupo Montparnasse. Tras su repentina muerte 1941, en 1942, un grupo de importantes artistas, entre ellos su profesor de la Escuela de Bellas Artes, Pablo Burchard, sus colegas Luis Vargas Rosas y Julio Ortiz de Zárate, y sus amigos Vicente Huidobro y David Alfaro Siqueiros, entre otros; organizó una exposición retrospectiva en homenaje a su trabajo artístico, a partir de lo cual su obra logró una mayor valoración y visibilidad en la escena local.
Asimismo, su esposo Carlos Dávila, establece un premio destinado al mejor conjunto pictórico presentado por una mujer en los Salones. El reglamento del Premio Herminia Arrate de Dávila es aprobado por la Facultad de Arte de la Universidad de Chile en la sesión del 7 de octubre de 1942, y establecía la donación de $6.200 pesos por cuenta de Don Carlos Dávila para rememorar a la distinguida pintora.

## Obra

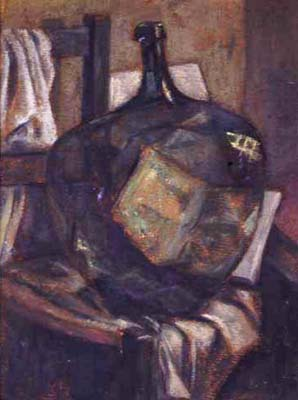
Naturaleza Muerta, 1930

La obra Quinta de Vicuña Mackenna (1912), cuyo título original es La casa de enfrente, es una de las pocas obras presentes en colecciones nacionales. Esta obra que fue pintado durante su adolescencia, presenta un cuidado manejo del color y las formas.
Sus naturalezas muertas tienen un tratamiento en tonos opacos y texturas ásperas. Siendo estas las que mayor circulación tuvieron, al ser enviadas al Salón Oficial de 1930 y 1941. La obra Naturaleza muerta (botellón) perteneciente a la colección del Museo de Arte Contemporáneo, ha sido una de las más reproducidas en catálogos por ser la más representativa de su trabajo pictórico, analítico y mesurado. Al respecto, Antonio Romera escribe:
No busquemos en sus obras un colorido, ni un dibujo débil y poco afirmado. Está toda ella realizada bajo el signo de lo vigoroso y recio. Y afirma sus mejores cualidades en el rigor constructivo y en la escueta valorización de los tonos. El cromatismo está hecho de la síntesis de los valores. La ‘nobleza’ del motivo temático depende de sus posibilidades plásticas. La curva ampulosa de un botellón es pretexto para un magnífico trozo de pintura. A veces el colorido está limitado por una tendencia monocroma excesiva, inclinada a los sienas y ocres. Es sombría y dramática.
Sobre el color en la obra de Arrate, la historiadora del arte Amalia Cross señala:
"lo que Goethe denominó en su teoría del color el efecto psicológico que transmiten ciertas gamas cromáticas, siendo una de ellas de carácter melancólico, compuesta por azules, verdes y pardos". El carácter melancólico, presente en esta obra, tanto por el tema como por el color, fue señalado por Vicente Huidobro para definir su obra. En palabras del poeta: “Tan evidente es la calidad de los cuadros que nos dejó como para que no olvidáramos la belleza de su espíritu. Qué seriedad, qué amor de su oficio, qué gracia concentrada y sin ruido reina en esas telas tan suavemente melancólicas
Como señala la historiadora del arte Gloria Cortés otro tópico importante en sus obras son las representaciones de cuerpos femeninos, espacios donde el trabajo de Arrate se enfoca no sólo hacia otro tipo de desnudo, sino a otro tipo de mujer que dialoga con otro tipo de sexualidad, subvertida y hasta resistida, propia de su tiempo.

## Exposiciones, premios y distinciones

### Premios
- 1925 Mención Honrosa en Pintura, Salón Oficial, Santiago, Chile.
- 1926 Tercera Medalla en Pintura, Salón Oficial, Santiago, Chile.

### Colecciones públicas
- Museo Nacional de Bellas Artes. Naturaleza muerta, óleo sobre madera, 70 x 53 cm.
- Museo Benjamín Vicuña Mackenna, Santiago, Chile. Quinta de Vicuña Mackenna, óleo sobre tela sobre cartón.
- Museo de Arte Contemporáneo de la Universidad de Chile, Santiago, Naturaleza muerta (botellón), óleo sobre madera aglomerada, 79 × 59,5 cm.

### Exposiciones Individuales
- 1926 Casa Eyzaguirre, Santiago, Chile.
- 1931 International Art Center of Roerich Museum, Nueva York, Estados Unidos.
- 1942 Cuadros de Herminia Arrate, Amigos del Arte, Santiago, Chile.
- 1974 Retrospectiva Herminia Arrate, Departamento de Extensión Cultural del Ministerio de Educación, Santiago, Chile.
- 1997 Retrospectiva Herminia Arrate, Instituto Cultural de Providencia, Santiago, Chile.

### Exposiciones Colectivas
- 1925 Salón Oficial, Santiago, Chile. Participó además los años 1926, 1927; 1930 y 1947.
- 1927 Exposición de Pintura Chilena en Buenos Aires, Palacio de Bellas Artes, Buenos Aires, Argentina.
- 1947 Homenaje a la Mujer, Departamento de Cultura y Publicaciones del Ministerio de Educación, Santiago, Chile.
- 1975 La Figura de la Mujer Chilena en la Pintura, Instituto Cultural de las Condes, Santiago, Chile.
- 1975 La Mujer Chilena en el Arte, Museo Nacional de Bellas Artes, Santiago, Chile.
- 1977 200 Años de Pintura Chilena: Primera Exposición Itinerante. Departamento de Extensión Cultural, Ministerio de Educación, Santiago, Chile.
- 1978 Grandes Figuras de la Pintura: Selección de Colecciones Particulares. Instituto Cultural de Las Condes, Santiago, Chile.
- 1987 Panorama de la Pintura Chilena desde los Precursores hasta Montparnasse, Instituto Cultural de las Condes, Santiago, Chile.
- 2000 Chile Cien Años Artes Visuales: Primer Período (1900 - 1950) Modelo y Representación, Museo Nacional de Bellas Artes, Santiago, Chile.
- 2007 Arte y Recursos Naturales: Minería. Museo de Arte Contemporáneo de la Universidad de Chile, Santiago, Chile.
- 2015 Colección MAC, Una suma de actualidades, Museo de Arte Contemporáneo, Santiago, Chile.